# Kropptjärnen (Älvdalens socken, Dalarna, 679560-138877)
Kropptjärnen är en sjö i Älvdalens kommun i Dalarna och ingår i Dalälvens huvudavrinningsområde.